# WDR Fernsehen

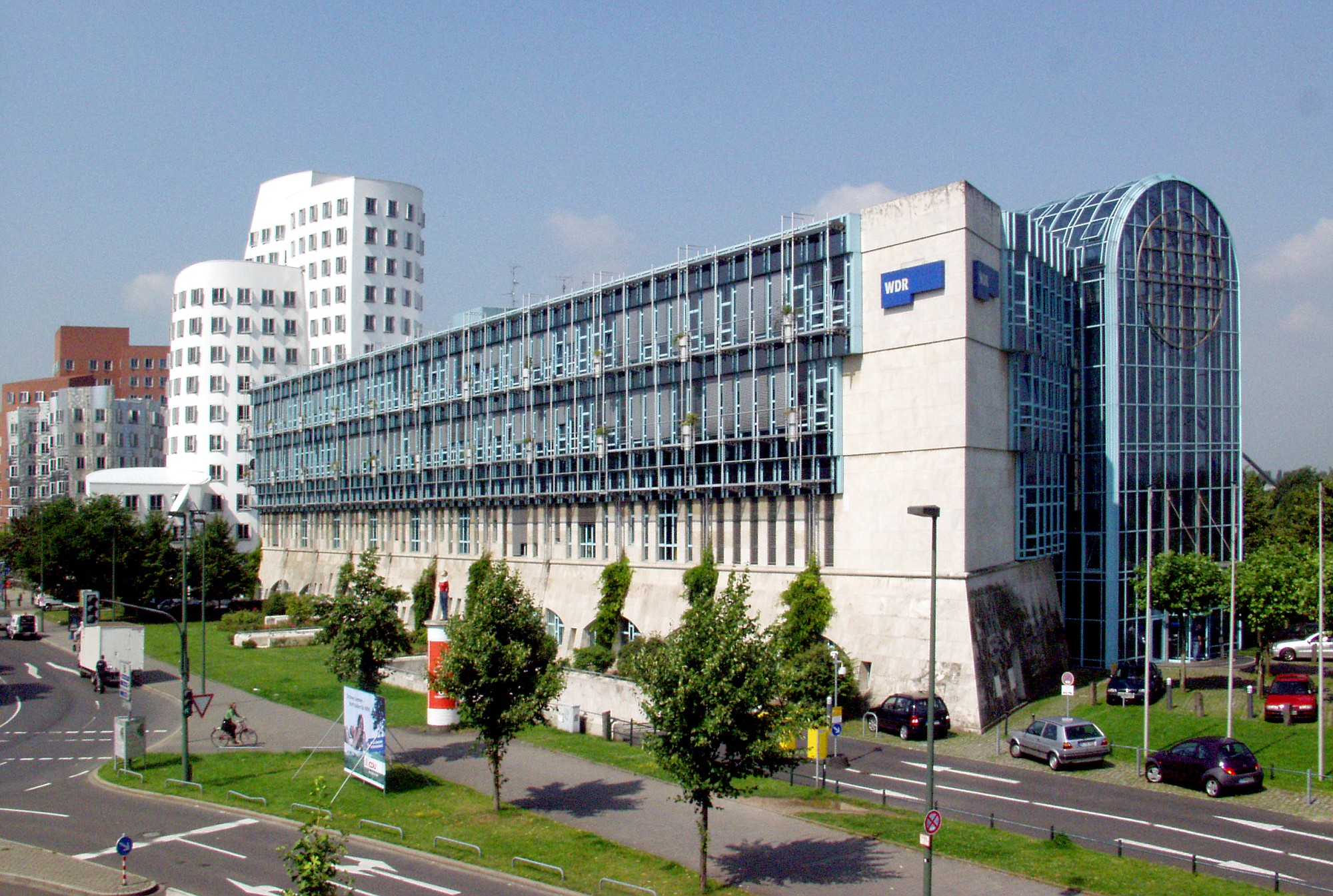
Funkhaus Düsseldorf

WDR Fernsehen ist das regionale Fernsehprogramm des Westdeutschen Rundfunks für das Land Nordrhein-Westfalen.

## Geschichte
Das Programm nahm am 17. Dezember 1965 als eines der sogenannten Dritten Programme (neben dem Ersten und dem ZDF) unter dem Namen Westdeutsches Fernsehen (WDF) den Sendebetrieb auf. Nach dem im Januar desselben Jahres gestarteten Dritten Fernsehprogramm von NDR/RB/SFB war es das zweite regionale öffentlich-rechtliche Fernsehprogramm in der Bundesrepublik Deutschland. 1988 wurde das Programm in West 3 umbenannt, seit 1994 sendet es unter dem heutigen Namen. Seit 1991 wird im Rundfunkstaatsvertrag zwischen Vollprogrammen und Spartenprogrammen unterschieden und WDR Fernsehen den Vollprogrammen zugeordnet.

### Übertragungswege
Zunächst erfolgte die Übertragung als analoges Signal über verschiedene Sendetürme. In den 1980er Jahren erfolgte parallel eine Übertragung per Satellit als Analogsignal. Am 30. April 2012 startete ein HD-Simulcast im hochauflösenden Format 720p. Allerdings wurde bis 3. März 2021 nur WDR Köln durchgängig in HD gesendet. Alle anderen HD-Kanäle nutzten eine Eigenschaft von DVB, das die Verwendung desselben Videosignals durch mehrere Kanäle eines Transponders erlaubt: Zur Lokalzeit nutzten sie das SD-Signal der Lokalprogramme, in der übrigen Zeit ein generisches HD-Signal aus Köln.
Seit August 2015 sendete der WDR in Köln und Bonn testweise in HD (1080p50) über DVB-T2. Inzwischen werden alle DVB-T2-Standorte in NRW mit Full-HD-Signalen vom WDR gespeist, bei bereits auf HD-Studioausgang umgestellten Lokalzeit-Sendungen auch quasi-nativ. Seit dem 25. Oktober 2016 wird WDR Köln HD im gesamten Kabelnetz von Unitymedia eingespeist. Somit kann man das Programm nun auch in Baden-Württemberg und Hessen in HD sehen. Die übrigen Lokalzeiten werden weiterhin nur in SD ausgestrahlt.
Durch einen neuen Transponder auf dem Satelliten Astra-19-Ost können seit dem 3. März 2021 alle Sat-TV-Zuschauer die Lokalzeit in HD sehen. Durch die HD-Umstellung wurde die Bildqualität der elf Lokalzeit-Ausgaben verbessert. Wirklich HD-fähig sind (Stand: 3. März 2021) die Studios Köln, Duisburg, Wuppertal und Siegen. Die schon bestehenden HD-Angebote des WDR wurden ab der Umstellung mit dem EPG-Hinweis „alt“ versehen und bis November 2021 weiter ausgestrahlt.
Im Zuge der SD-Abschaltung der ARD-Programme werden seit November 2024 auch die übrigen Lokalzeiten, neben der Kölner Ausgabe, im Kabelnetz von Vodafone in HD ausgestrahlt. Zuvor waren die weiteren Lokalzeiten nur über SD im Vodafone-Kabelnetz zu empfangen.

### Senderlogos im Wandel der Zeit

Logo des WDF (1965–1968)
Logo 1968–1984
Logo 1984–1988
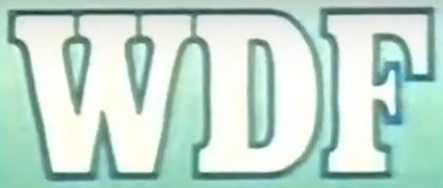
Logo des WDF (1984–1988)
Logo des WDR-Fernsehen-Vorgängers West 3 (1988–1994)
Logo bis 11. November 2013
Eine weitere Variante des Logos (1994–2013)
Senderkennung (Cornerlogo) 1994 bis 11. November 2013
Cornerlogo von WDR HD bis 11. November 2013
Senderkennung (Cornerlogo) vom 12. November 2013 bis 3. September 2016
Cornerlogo von WDR Fernsehen HD vom 12. November 2013 bis 3. September 2016
Senderkennung seit 4. September 2016
Alternative Senderkennung
Cornerlogo seit 4. September 2016
Cornerlogo von WDR Fernsehen HD vom 4. September 2016 bis 12. Dezember 2019
Cornerlogo von WDR Fernsehen HD vom 13. Dezember 2019 bis zum 31. März 2025

## Bekannte Sendungen
Ab 1966 baute die Kunsthistorikerin Wibke von Bonin die Redaktion Bildende Kunst auf, die sie bis 1996 leitete. Ihre bekannteste Fernsehserie war 1000 Meisterwerke, die von 1981 bis 1994 lief. Die WDR- bzw. WDF-Sendung Ende offen war in den späten 1960ern und frühen 1970ern eine bekannte Talkshow.
1971 sorgte das Format für Aufsehen, als der ehemalige Manager der Band Ton Steine Scherben, Nikel Pallat, nach einer Diskussionsrunde über das Thema Pop & Co – die andere Musik zwischen Protest und Kommerz mit einem mitgebrachten Beil versuchte, den Tisch im Studio zu zerschlagen, was ihm nicht gelang. Danach nahm er sich die Tischmikrofone und meinte, dass er sie in seiner Zusammenarbeit mit Insassen einer Justizvollzugsanstalt gebrauchen könne. Bevor der Sender eingreifen konnte, wurden 45 Sekunden der Szene live übertragen.
Die bis heute beliebte Sitcom Ein Herz und eine Seele hatte hier ihren Ursprung und wurde am 15. Januar 1973 das erste Mal ausgestrahlt.
Die mehrfach ausgezeichneten Polit-Talkshow Hart aber fair mit Frank Plasberg erreichte bundesweit überdurchschnittliche Einschaltquoten; im Oktober 2007 wechselte das Format ins Erste. Einmal wöchentlich informiert sonntags Westpol über Landespolitik aus NRW. In der Vergangenheit erregte das Politmagazin ZAK Aufmerksamkeit. Von 2003 bis 2015 lief mit Cosmo TV die einzige Sendung im deutschen Fernsehen, die sich speziell mit den Themen Migration und Integration in Deutschland auseinandersetzte. Auch für Infosendungen wie Markt, Hier und heute und Servicezeit (Gesundheit, Mobil, Familie, Wohnen & Garten und Essen & Trinken) ist der WDR bekannt.
Das von 1995 bis 2016 ausgestrahlte Talkradio Domian wurde ebenfalls bundesweit bekannt. Moderator Jürgen Domian wurde 2003 für sein soziales Engagement in der Sendung mit der Verdienstmedaille des Verdienstordens der Bundesrepublik Deutschland ausgezeichnet. Ab dem Jahr 2000 wurden viele Doku-Soaps ausgestrahlt wie Der Trödel-King (mit Roland Beuge), Frau Dr. Haus – Der Große Immobiliencheck und Yvonne Willicks – Der Große Haushaltscheck. Eine der ersten Doku-Soaps war das im Jahr 2000 mit dem Adolf-Grimme-Preis ausgezeichnete Abnehmen in Essen. Ebenso wurden Die Fussbroichs vom WDR ausgestrahlt. Seit 2017 ist auch die Doku-Reihe Feuer und Flamme – Mit Feuerwehrmännern im Einsatz  beliebt.
Viele Unterhaltungssendungen haben oder hatten beim WDR-Fernsehen ihre Heimat. Dazu zählen Harald Schmidts Sendungen Pssst … und Schmidteinander, die später in Das Erste übernommen wurden, ebenso wie Zimmer frei!, Dittsche und Zeiglers wunderbare Welt des Fußballs. Die Wissenschaftsredaktion mit dem Moderator Ranga Yogeshwar genießt vor allem wegen Quarks & Co hohes Ansehen.
Bekannt ist auch die Hobbythek mit Jean Pütz, in der zum Beispiel zum ersten Mal ein Waschmittel in Baukastenmethode vorgestellt oder anderes praktisches Alltagswissen vermittelt wurde. Auch der WDR Computerclub mit den Redakteuren/Moderatoren Wolfgang Back und Wolfgang Rudolph hatte zwischen 1981 und 2003 mit Eigenentwicklungen wie Know-How-Computer, Videodat und der BTX- sowie Internet-Popularisierung ganze Techniker-Generationen inspiriert.
Auch das Kinderprogramm des ist bundesweit erfolgreich: Die Sendung mit der Maus, Wissen macht Ah!, neuneinhalb und Käpt’n Blaubär werden hier produziert. 1978 wurde der WDR für die Ausstrahlung der US-Fernsehserie Holocaust – Die Geschichte der Familie Weiss mit dem Deutschen Kritikerpreis ausgezeichnet.

## Heutiges Programm

### Information
Im WDR Fernsehen wird unter der Woche mehrmals täglich um 12:45, 16:00, 18:00 und 21:45 die 15-Minütige Nachrichtensendung WDR aktuell (zuvor West 3 Aktuell) ausgestrahlt, wobei in der 18-Uhr-Ausgabe gegen 18:09 zu den elf Landesstudios geschaltet wird und eine ca. 6-Minütige Ausgabe der jeweiligen Lokalzeit gesendet wird. Die Sendung um 12:45 und um 16:00 werden seit 2023 auch am Wochenende ausgestrahlt, zuvor gab es am Wochenende, ausgenommen die Aktuelle Stunde und die Übernahme der Tagesschau, keine Nachrichten im WDR Fernsehen. Um 18:45 wird täglich die Aktuelle Stunde ausgestrahlt, ein regionales Infotainment-Magazin für NRW. Regionale Berichterstattung gibt es montags bis freitags im Anschluss an die Aktuelle Stunde im Rahmen der halbstündlichen Lokalzeit um 19:30 und um 18:09. Die halbstündigen Ausgaben werden am nächsten Tag um 10:00 und im Nachtprogramm wiederholt. Samstags wird eine NRW-weite Lokalzeit ausgestrahlt. An Feiertagen wird eine Sondersendung unter dem Titel Lokalzeit Geschichten um 19:30 gesendet, zu besonderen Anlässen in NRW gibt es auch eine Lokalzeit live, beispielsweise am Ende des WDR 2-Weihnachtswunders oder während des CSD in Köln. An Sonntagen wird das Politmagazin Westpol gesendet, welches sich vorwiegend mit Landespolitik auseinandersetzt. Zudem wird täglich um 20 Uhr die Tagesschau aus dem Ersten vom NDR aus Hamburg übernommen.

### Sport
Sonntags wird um 21:45 eine 30-Minütige Ausgabe der Sportschau ausgestrahlt, danach folgt Zeiglers wunderbare Welt des Fußballs, in Arnd Zeigler die Ergebnisse der Spiele der Sportschau genauer analysiert.

### Unterhaltung
Viele Unterhaltungssendungen im WDR Fernsehen bestehen aus Wiederholungen des ersten Programms, so z. B. der Tatort, Sträter, Mitternachtsspitzen, Ladies Night, Morden im Norden und viele weiteren Filme und Serien. Aber auch eigene Unterhaltungssendung strahlt der WDR aus so zum Beispiel den Kölner Treff oder das Nachmittagsmagazin Hier und heute.

### Ratgeber und Verbraucher
Der WDR ist für seine Verbraucher-Magazine bekannt, so unter anderem Markt, die Servicezeit oder Der Haushaltscheck mit Yvonne Willicks, aber auch Sendungen die vorwiegend das Thema Ernährung thematisieren, z. B. Der Vorkoster oder Land & Lecker.

### Dokumentationen und Reportagen
Eine bekannte Reportageserie des WDR ist die Reiseserie Wunderschön!, welche sich mit diversen Regionen in Deutschland auseinandersetzt und auch in einigen anderen dritten Programmen wiederholt wird. Die Doku-Serie WDR Story "ist ein journalistisches und filmisches Produkt. Sie setzt auf gute Recherche, einen klaren Erzählstil und berührende Themen". Auch viele Doku-Reihen werden aus dem Ersten oder von den anderen ARD-Anstalten übernommen, beispielsweise Panda, Gorilla & Co., Elefant, Tiger & Co. oder Erlebnis Erde.

### Kinder und Jugend
Viele Kindersendungen die für das ARD-Gemeinschaftsprogramm produziert werden, werden im WDR Fernsehen wiederholt, darunter Die Sendung mit der Maus, Wissen macht Ah!, Neuneinhalb, aber auch ausländische Kinderserien wie Shaun das Schaf.

## Regionalisierung

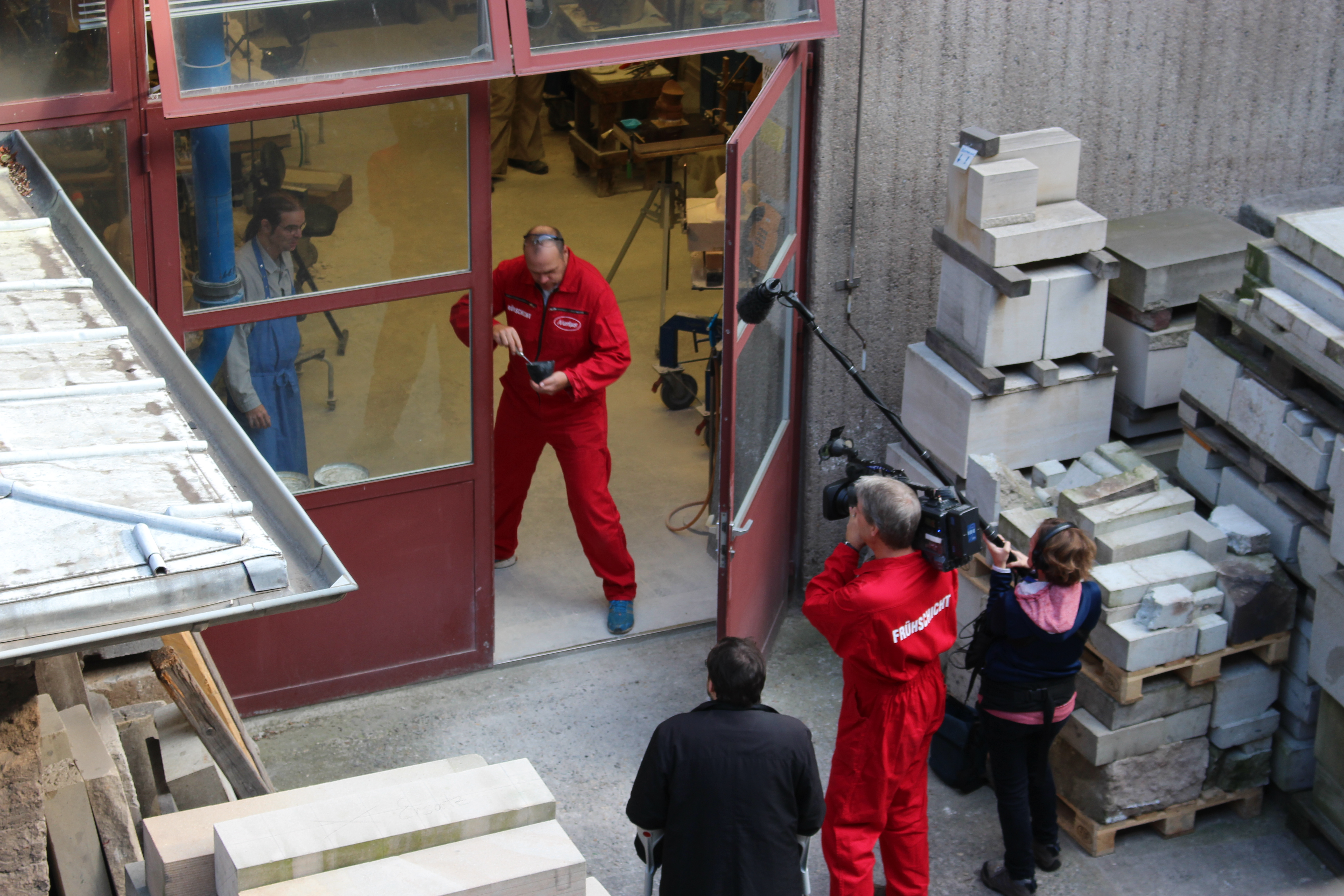
Frühschicht der Lokalzeit Köln bei Dreharbeiten

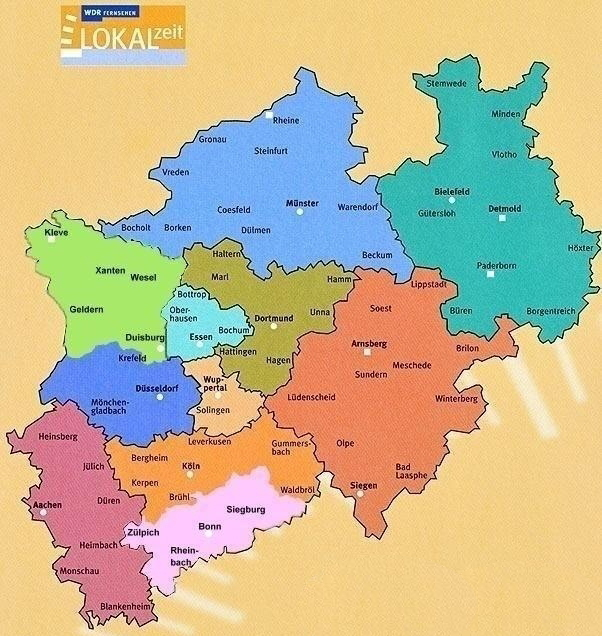
WDR-Lokalzeit-Gebiete

WDR Fernsehen setzt stark auf regionale Informationen. Neben den eigenen, aus dem Newsroom in Köln produzierten Nachrichtensendungen WDR aktuell und Aktuelle Stunde mit mehreren Ausgaben täglich und der Übernahme der Tagesschau wird das Programm an den Wochentagen um 10:00 Uhr, 18:00 Uhr und um 19:30 Uhr für die Lokalzeit auf elf Regionalprogramme aufgeteilt.
Die Regionalisierung begann am 1. Oktober 1984 mit der Ausstrahlung regionaler „Fensterprogramme“, zunächst aus Düsseldorf, Köln, Münster, Bielefeld und Dortmund. 1991 folgte das Fenster Südwestfalen (gesendet wurde zunächst aus Dortmund, seit 1992 aus Siegen), im April 1996 das Fenster aus Wuppertal, im November des Jahres folgte Aachen, 1997 Essen. Die letzten zwei Fenster starteten am 1. Februar 2007 in Bonn und Duisburg; zusammen mit der Einrichtung eines Korrespondentenbüros in Paderborn ist nach Aussage des Intendanten des WDR damit die sogenannte Regionalisierung abgeschlossen.